# Усады (Высокогорский район)
Усады — село в Высокогорском районе Республики Татарстан. Административный центр Усадского сельского поселения.

## История
В 1930 году Усады входили в Дубъязский район.

## География
Село расположено на реке Сула. Расстояние по автодороге до районного центра Высокая Гора — 8 км.

## Население
В 2009 году население села составляло 1140 человек.

## Транспорт

### Автобус
Прямые пригородные автобусные маршруты из Казани начали ездить в Усады с начала 1990-х годов — маршрут № 109 связывал деревню с о.п. Компрессорный. В конце 1990-х годов он был перенумерован № 309, а в середине 2010-х — в № 101.